# Stefannie Koyama
Stefannie Koyama (30 de junio de 1995) es una deportista brasileña que compite en judo. Ganó una medalla de bronce en el Campeonato Panamericano de Judo de 2017, en la categoría de –48 kg.

## Palmarés internacional
| Campeonato Panamericano | Campeonato Panamericano   | Campeonato Panamericano | Campeonato Panamericano |
| Año                     | Lugar                     | Medalla                 | Categoría               |
| ----------------------- | ------------------------- | ----------------------- | ----------------------- |
| 2017                    | Ciudad de Panamá (Panamá) | Medalla de bronce       | –48 kg                  |